# Langnasenagame
Die Langnasenagame (Gowidon longirostris, Synonym: Lophognathus longirostris) ist eine im kontinentalen Australien endemisch vorkommende Art der Agamen. Die Gattung kommt im nördlichen und mittleren Western Australia, im Nordwesten von South Australia und im Süden und im Zentrum des Northern Territory vor.

## Merkmale
Die Langnasenagame ist eine relativ große Echse mit langen Gliedmaßen und einem sehr langen Schwanz. Sie erreicht eine Gesamtlänge von ca. 45 Zentimetern. Der Kopf ist schmal und flach im Vergleich zur Länge der Schnauze. Die Trommelfelle liegen frei und sind sichtbar. Die Schnauze ist lang, der Nackenkamm ist gut entwickelt. Die Schuppen sind glatt bis schwach gekielt. Charakteristisch für die Art ist eine dunkle Zone direkt hinter den Ohren, auf der sich drei weiße Punkte befinden. Die meisten Exemplare zeigen auf einer rotbraunen Grundfärbung hellgelbe Streifen, die entlang der Körperseiten verlaufen, und damit verbundene helle Streifen entlang des Unterkiefers. Es gibt jedoch auch völlig hell gefärbte Individuen ohne die helle Streifenzeichnung. Aber auch diese zeigen die dunklen Flecken hinter den Ohren. Die Langnasenagame hat 4 bis 7 Präanalporen und 11 bis 22 Femoralporen.

## Lebensraum
Die Langnasenagame kommt im trockenen Landesinnern des westlichen und mittleren Australiens vor und bewohnt dort ein breites Spektrum trockener und halbtrockener Lebensräume, insbesondere Schluchten, trockene Wasserläufe und Flussbetten. Sie lebt sowohl auf dem Erdboden als auch kletternd auf Felsen, Sträuchern und kleinen Bäumen. In Gefahrensituationen kann die Langnasenagame zweibeinig, nur auf den Hinterbeinen laufend, die Flucht ergreifen.